# Peperomia hamiltonianifolia
Peperomia hamiltonianifolia är en pepparväxtart som beskrevs av William Trelease. Peperomia hamiltonianifolia ingår i släktet peperomior, och familjen pepparväxter. Inga underarter finns listade i Catalogue of Life.